# Berghofen (Moosach)
Berghofen ist ein Gemeindeteil der Gemeinde Moosach im oberbayerischen Landkreis Ebersberg.

## Lage
Der Weiler liegt etwa sechs Kilometer südwestlich von Ebersberg. Die erste urkundliche Erwähnung erfolgte im Jahr 818.

## Kirche
Die Filialkirche St. Pankratius in Berghofen gehört zu den ältesten Kirchen im Ebersberger Raum. Ihre Erbauung wird auf den Zeitraum 1180–1200 geschätzt. Ursprünglich der Pfarrei Bruck zugeordnet, gehört sie seit 1820 der Pfarrei Moosach an.

## Baudenkmäler
- Ehemaliger Bauernhof, im Kern 18. Jahrhundert, Veränderungen um 1830
- Katholische Filialkirche St. Pankratius